# Escudo de lágrima

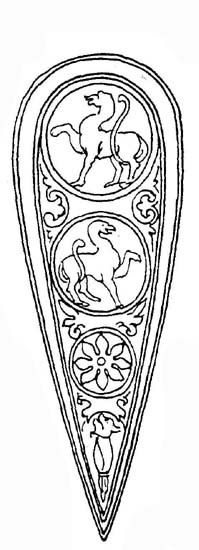
Escudo de lágrima estilo Normando

Un escudo de lágrima, de gota de agua o de cometa era un tipo distinto de escudo ensamblado entre los siglos X y XII. Tuvo, tal como indica su nombre, forma de lágrima invertida y, más adelante, una parte superior plano y circular. 

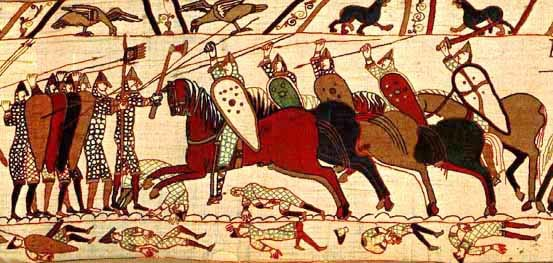
Varios escudos de lágrima usados por ambos combatientes en una escena del Tapiz de Bayeux.

El punto de estrechamiento se extendía hasta bien un punto distinto del que partía en su parte inferior o bien acababa en un arco de madera. El término es un neologismo, creado debido al parecido de la forma a una lágrima. En inglés, kite shield, ocurrió lo mismo, en este caso con anticuarios victorianos, ya que hace referencia a la cola de un cometa.
Se cree[¿quién?] que es una evolución del escudo redondo simple puramente mejorado para protegerse todo el flanco de un jinete en combate. El escudo ganó popularidad entre los soldados profesionales, ya que les permitía resguardar su pierna delantera durante un combate cuerpo a cuerpo. Estaba diseñado con el fin de adaptarse mejor al contorno del torso humano, como lo haría el scutum. El escudo está muy estrechamente relacionada con los normandos, que fueron una de las primeras culturas que lo utilizan ampliamente; de hecho, se pueden observar dichas escenas en el tapiz de Bayeux.